# Schloss Hohenkreuz

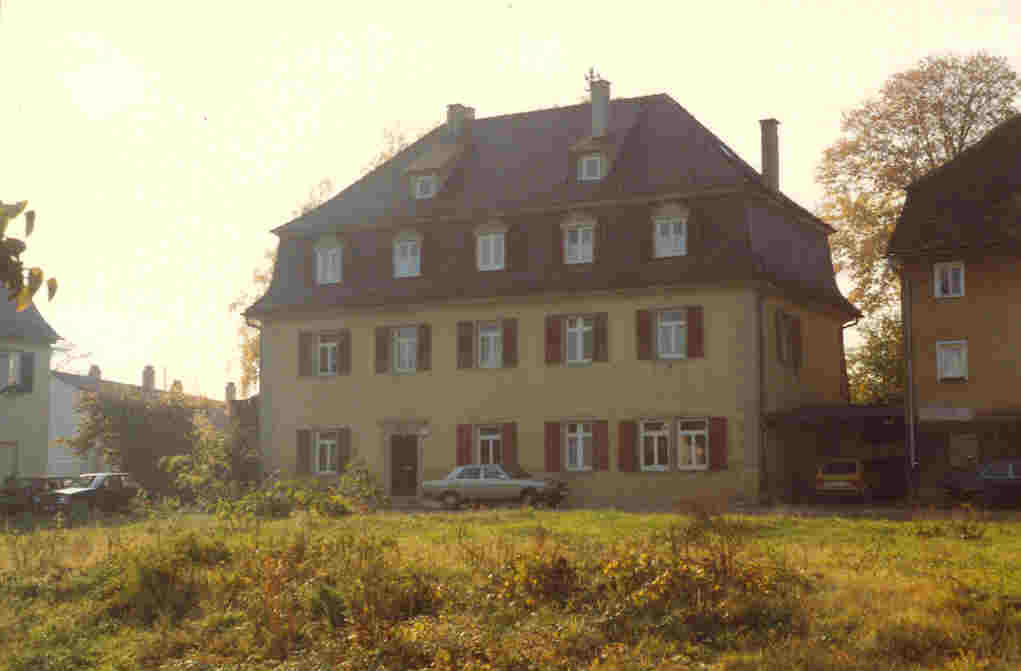
Schloss Hohenkreuz (1983)

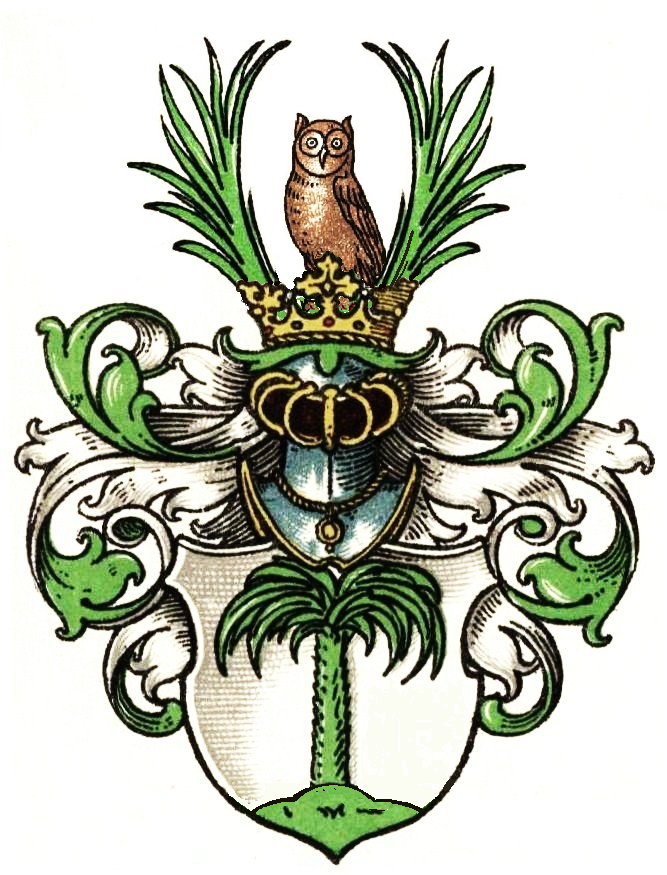
Wappen derer von Palm

Das Schloss Hohenkreuz ist ein ehemaliges Patrizier-Schlösschen im Esslinger Stadtteil Hohenkreuz. Mit den Nebengebäuden bildete das Schlösschen eine ursprünglich viereckige Anlage. Von dem Anwesen (Hohenkreuzweg 5) ist nur noch das zweistöckige barocke Hauptgebäude mit Mansarddach erhalten.

## Geschichte
Das 1608 erstmals erwähnte Anwesen war zuerst im Eigentum der Esslinger Patrizierfamilie Bonz. Nachdem mehreren Besitzerwechseln wurde das Schloss 1722 für 4000 Gulden an den Reichsritter Jonathan von Palm (1671–1740) veräußert. Den ursprünglich bürgerlichen Palms gelang im 17. Jahrhundert und 18. Jahrhundert ein rasanter Aufstieg bis in den Hochadel. Jonathan von Palm war der mit seinen Brüdern 1711 in den Reichsritterstand erhoben worden. Zusammen mit seinem jüngsten Bruder Franz erwarb er das Rittergut Mühlhausen am Neckar und immatrikulierten sich in die Schwäbischen Reichsritterschaft. 1735 wurden die Palms in den Stand der Freiherren erhoben. 1774 gelang es Carl Joseph von Palm Hohengundelfingen zu erwerben und so in den Fürstenstand aufsteigen.
Schloss Hohenkreuz war ein der Jurisdiktion der Stadt Esslingen untergebenes, steuer- und zehntbares Privatgut. 1913 erwarb die Stadt das Schloss und wandelte es in ein Mehrfamilienhaus um. Bis auf die Meierei wurden alle Nebengebäude abgerissen.